# 李焞 (萬曆進士)
李焞（？—1618年），號镇雅，直隶大名府開州长垣县人，明朝政治人物。

## 生平
万历二十二年（1594年）甲午科順天乡试第八名舉人，三十二年（1604年）甲辰科进士，吏部觀政，三十三年授曲沃县知县，三十六年丁憂，三十八年補钜野知县，四十一年升工部主事，四十四年升员外，四十五年升青州知府，四十六年卒。